# Поварівка (Зеленоградський район)
Поварівка (рос. Поваровка) — селище Зеленоградського району, Калінінградської області Росії. Входить до складу Красноторовського сільського поселення.
Населення — 406 осіб (2015 рік).

## Населення
| 1910 | 2002 | 2010 |
| ---- | ---- | ---- |
| 129  | ↗386 | ↗406 |